# 中觀學派
中觀派（Madhyamaka），是印度大乘佛教教內的兩大主要學派之一，由龍樹、聖天（又稱提婆）所奠基，又稱作空宗、性空宗、破相宗、勝義皆空宗，與瑜伽行唯識派（有宗、法相宗）並列為「空、有二宗」，或「性、相二宗」。
中觀派主張，依世俗諦，由語言、概念所成立的現象是存在的。但就勝義諦的角度，任何現象，包括辨析現象的諸法在內，都沒有絲毫真實存在的自性。修行方法是觀察一切法——生滅的、不生滅的，世間的、出世間的，皆是如幻如化。如幻如化的一切法，但唯假名，依緣起相待而有，而自性畢竟空。 中觀學派的主張為大乘佛教的基本理論之一，因龍樹作《中論》闡揚此中觀見，所以龍樹的學系被稱為“中觀學派”，它奠定了初期大乘佛教的理論基礎，至無著、世親建立瑜伽行唯識學派時，曾一度衰落，後由清辨、佛護之努力而獲得中興。
在漢傳佛教的判教理論中，又劃分出“法性宗”，或稱法性圓融宗，屬於如來藏學派，主張「一切眾生本自清淨，具足佛性，此佛性功德真常不空」。或有以為，空宗破相，即是顯現真性，因而將其等同，不過兩者仍有差別，法性宗是「以常住不空的佛性之體為性」，和性空宗「以諸法無自性的性為性」有所不同。
漢傳佛教中的三論宗、天台宗都受到中觀學派的影響，印順法師稱其為性空唯名論。中觀學派是藏傳佛教的主要派別之一，藏傳佛教中稱其為深見派、甚深見派（藏語：ཟབ་མོ་ལྟ་བརྒྱུད，zab-mo lta brgyud；梵語(回譯)：Gambhīra-darśana paramparā）。

## 名稱
梵文mādhyamaka，源自形容詞madhya（中、中間），加上最高級詞尾ma，意思為最中、至中。之後轉為人稱名詞，就成為Mādhyamikas。字面上的意思，是最中者、至中者。居住在中印度的人，也被稱為mādhyamaka。
中觀派的名稱源自於龍樹《中論》，以中觀為修行方法故也稱為《中觀論》。

## 歷史

### 中觀起源
龍樹的學說，源自早期大乘佛教般若思想的進一發展，認為世間一切性空（第一義諦、勝義空），只有假名存在（世俗諦、假名有）。亦有說龙树中观之“中道”不著空、有，显示实相；《中論》篇首“八不”偈即显示此点。他的弟子中，最著名的即為聖天（又稱提婆）。龍樹與聖天師徒二人的著作，奠定了早期般若中觀派的理論基礎。
多羅那他《印度佛教史》記載，有位南方的阿闍黎「龍叫」，與聖天同時，或亦為龍樹弟子，在南印度倡導唯識中道見。此位弟子的著作沒有傳世，記載也不多，難以確知其人。
聖天之後的傳承，史料所載不多。元魏譯《付法藏因緣傳》記載聖天之徒，名為羅睺羅，與龍樹及聖天並稱三大士。多羅那他的《印度佛教史》中說，聖天晚年離開那爛陀寺，到南印度的蘭伽那達，付法給羅睺羅跋陀羅之後示寂。羅睺羅跋陀羅為龍友之師，再傳於僧護。宇井伯壽在《印度哲學研究》中認為，羅睺羅跋陀羅即漢傳中的聖天弟子羅睺羅。
羅睺羅跋陀羅之後有婆藪、青目，這兩個人很可能是同時代人。青目作《中論釋》，鳩摩羅什譯出的《中論》，即是青目所作的釋論。
鳩摩羅什師從莎車王子須利耶蘇摩，受《中論》、《百論》、《十二門論》。須利耶蘇摩為青目弟子。婆藪作聖天的《百論本頌釋》。在他們之後又有堅意，他所作的《入大乘論》由北涼道泰等譯成中文。

### 中期的中觀派別
龍樹的中觀學說，在聖天之後的百年間，一度衰微。詳細原因不明，一般認為是與瑜伽行唯識學派興起有關。瑜伽行唯識學派推崇龍樹，但反對一切法空，他們重新詮釋龍樹學說，使它符合唯識派的見解，如世親的弟子安慧作《中論釋》，以唯識派的角度重新解釋龍樹的中論，認為龍樹的性空唯名論，只是佛陀的密意說，應加入唯識派的三自性才是究竟。
至世親之時，有龍友、僧護師徒，在中印度起而宏揚龍樹的學說。僧護又稱眾護，即僧伽羅剎，藏譯有《僧伽羅剎所集經》，藏傳佛教相傳佛護、清辨、解脫軍都是眾護的弟子。自龍樹以來，雖然有般若中觀學說的傳布，但中觀派的正式建立，則成於清辨、佛護二人之手，但清辨與佛護之間，又有不同的見解。

#### 自續派
清辨反擊瑜伽行唯識學派對龍樹學說的詮釋，他親自前往那爛陀寺，要求與世親的弟子護法進行辯論，但護法並沒有接受。清辨並且認為瑜伽行派所傳的彌勒《辨中邊論》中的意旨不正確，發願要等待彌勒出世，親自向他詢問究竟是他的見解正確，還是瑜伽行派所傳的正確。
在因明學方面，因為清辨此派，在論辯時會先建立自宗看法，再用自宗看法以辯破他宗，故稱為「中觀自續派」（svātantrika，自立量派）。而在教義上，他的見解與經量部相近，因而又被稱「順經部行中觀派」。
由瑜伽行派解脫軍傳出的《現觀莊嚴論》，是《般若經》的註解，據說後者是由彌勒傳世親的般若學，被視為早期的中觀與瑜伽行兩派的調合論者。
至清辨門下弟子寂護（又譯為靜命）作《中觀莊嚴論》，其弟子蓮華戒作《中觀莊嚴論精釋》、《中觀光明論》，以清辨的中觀自續派意旨，加入瑜伽行派的教義，綜合瑜伽行唯識學派與中觀學派的觀點，建立了「隨瑜伽行中觀派」。後寂護受藏王邀請入藏，將大乘佛教及此派理論傳播到西藏，對藏傳佛教具有深刻的影響。師子賢也是寂護的弟子，弘揚『般若』與『現觀莊嚴論』，作《現觀莊嚴論》釋、《現觀莊嚴明般若波羅密多釋》。

#### 應成派
佛護及其弟子月稱建立中觀應成派（Prasaṅgika，隨應破派），佛護作《中論釋》，月稱作《中論明句釋》、《入中論》、《四百論釋》等。
月稱論師對中觀應成派的觀點進行了廣泛的立論并對其他中觀宗的觀點給出了充分的理路上的駁斥。他繼承佛護論師的觀點，主張直接通過應承辯破他宗自相有的說法，即可在所化機相續中生起證悟無我的智慧，故被稱為「中觀應成派」（Prasaṅgika，隨應破派）。而在教義上，他反對清辯論師的看法，認為一切法無自相，但是他也反對瑜伽行派認為阿賴耶識實有，與說一切有部立場相近。

### 晚期中觀
晚期中觀派最重要的代表人物為寂天。他继承了月稱中觀應成派的傳統，但是他在某種程度上也採纳了清辯論師的觀點，融合了中觀自續派與應成派兩者，使他成為後期中觀派重要的代表人物。他思想的最大特點，就是以簡攝繁，以及見行相應二點。

## 中觀派系表
- 中觀學派
  - 中觀自續派
    - 順經部行中觀派
    - 隨瑜伽行中觀派：隨瑜伽行中觀派論師，除了根現量、意現量及瑜伽現量之外，還列出自許現量，合稱四種現量。

  - 中觀應成派

## 漢傳佛教
在南北朝之時，般若部的經典經由西域傳入中國，因為它與道家玄學思想接近，而廣被接受。鳩摩羅什將中觀思想傳入中土，在關中地區極為盛行。鳩摩羅什傳入的中觀派思想，流行在罽賓、北印度地區，接近於早期的中觀思想。
中國的佛教思想家在接受中觀思想之後，又加以引申，形成了兩個主要的流派：
- 三論宗
- 天台宗

## 藏傳佛教
藏傳佛教所接受的中觀思想，主要是中晚期印度派的思想。寂護是最早將中觀派思想引入藏傳佛教的代表人物，赤松德贊曾經向全藏宣布，以寂護的見解作為藏傳佛教的規範。寂護的見解被稱為隨瑜伽行中觀派，因為他在相當程度上，融合了唯識派的思想。在寧瑪派中，仍然保持了他的部份見解，但因為朗達瑪滅佛的影響，寂護在西藏的影響力在後世並不大。至後弘期時，月稱的再傳弟子阿底峽大師，以寂天的教義，入藏傳授，作《菩提道燈論》，建立噶當派，將中觀應成派傳入西藏，後為格魯派宗喀巴尊奉，成為藏傳佛教的正宗。
- 隨瑜伽行中觀派
  - 寧瑪派
- 中觀應成派
  - 噶當派
  - 格魯派

## 外部連結
- 吳汝鈞：〈印度中觀學的四句邏輯 （页面存档备份，存于）〉。
- 林鎮國：〈大乘瑜伽行派與中觀學派之知識論爭論及其宗教性意涵的研究 （页面存档备份，存于）〉。
- 林鎮國：〈歐美學界中觀哲學詮釋史略 （页面存档备份，存于）〉。
- 釋如源：〈清辯與月稱在後期中觀地位的再檢視 （页面存档备份，存于）〉。
- Surendranath Dasgupta : A History of Indian Philosophy (5 Volumes) on archive.org